# 翼間支柱

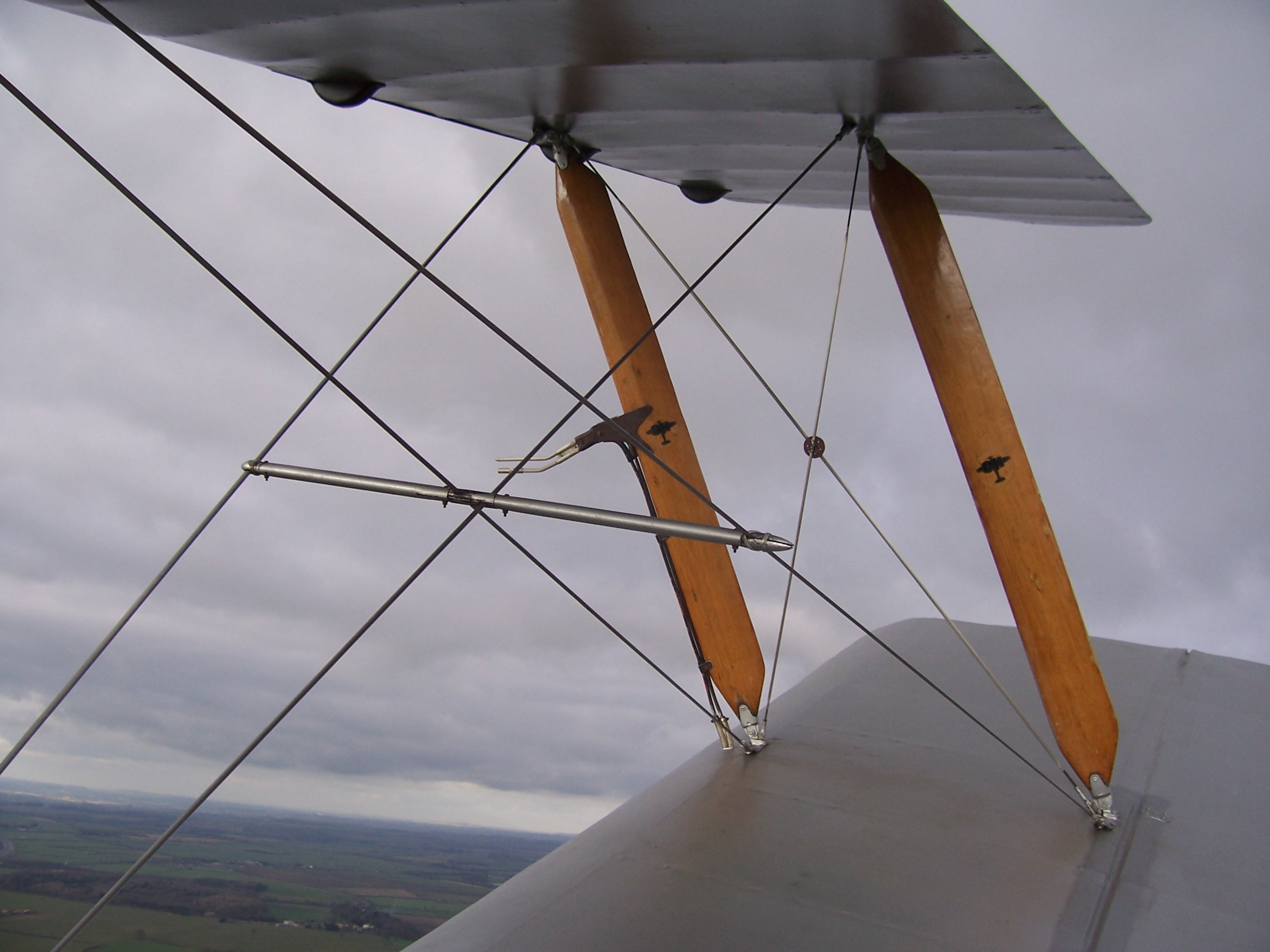
デ・ハビランド タイガーモスの木製翼間支柱と張線

翼間支柱（よくかんしちゅう、英語: interplane strut）は、複葉機（または各種の多葉機）において、複数の主翼間で揚力と荷重を分担させるために置かれた機体部品をいう。翼間支柱はまた、結合された複数の翼面の迎角を正しく維持する役割を持ち、しばしばワイヤ（張線）で引き締められる。ごく初期の航空機の翼間支柱は竹製だったが、後にはトウヒ材やトネリコ材の流線型断面のものが使われるようになった。支柱の材料には強さと軽さゆえに木材が選ばれたが、最近の複葉機、特に曲技飛行用の高性能複葉機の支柱は金属製であることが多い。

## 形態
翼間支柱の最も一般的な構成は、前後に平行に2本置かれるものである。これらの支柱は通常その間を交差する形で張られた「張線」によって補強される。この支柱は翼幅に沿って複数置かれることもあり、複数の「ベイ」（後述）を構成する。
N型支柱とは、一方の支柱の上端から他方の支柱の下端まで、張線の代わりに木製または金属製の追加の支柱を置く形式である。V型支柱とは、上翼から伸びた支柱が下翼上面では1点に集中した形式で、一般に下翼の翼弦が上翼よりかなり小さな場合に用いられる。I型支柱とは、2本一組の支柱の代わりにより太い1本の支柱を置いたものである。また一部の複葉機では、上下翼をワーレントラス構造の支柱で支えたものもある。

### ベイ（Bay）
翼間支柱を置くことによって構成される区画は、「ベイ」（張間）と呼ばれる。ベイの数は主翼の片側について数えられ、例えばデ・ハビランド タイガーモスはシングルベイ複葉機、ブリストル F.2 ファイターは2ベイ複葉機である。

## ギャラリー

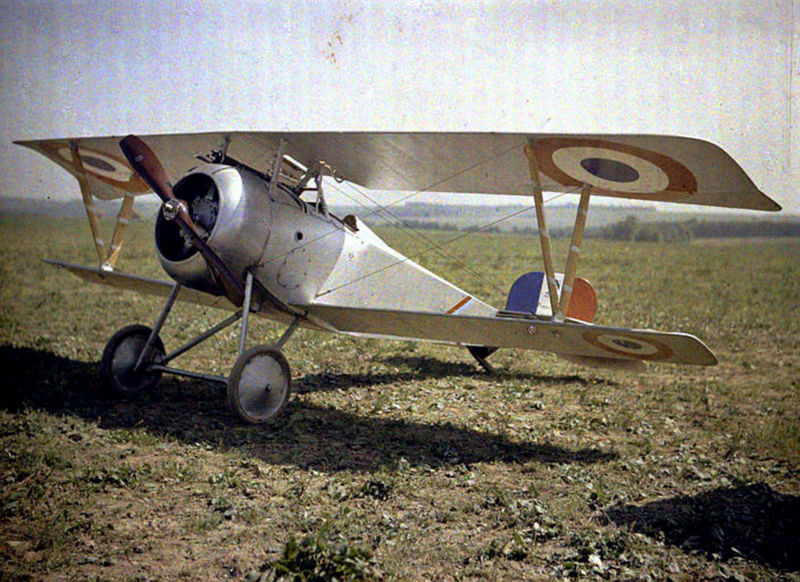
V型支柱（ニューポール 17）
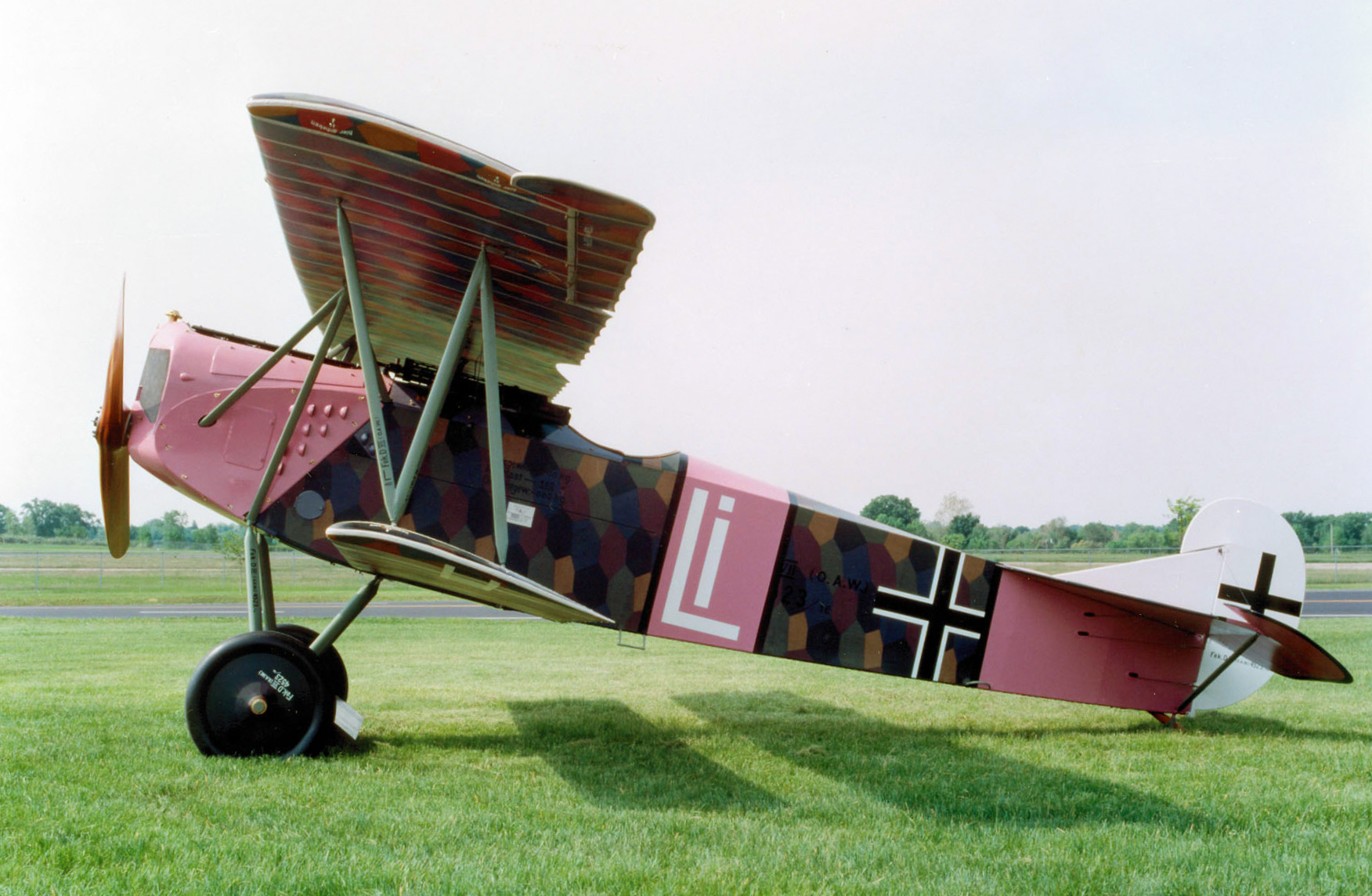
N型支柱（フォッカー D.VII）
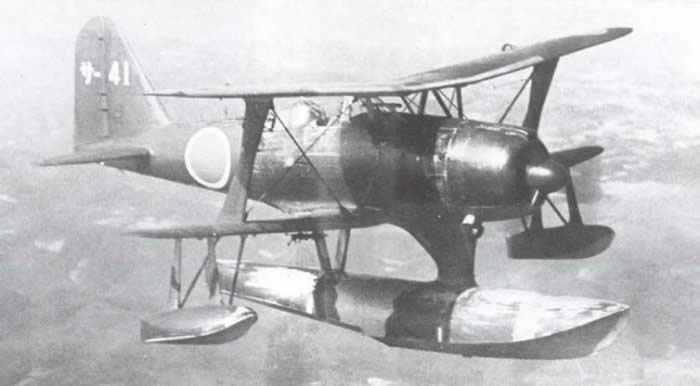
I型支柱（零式水上観測機）
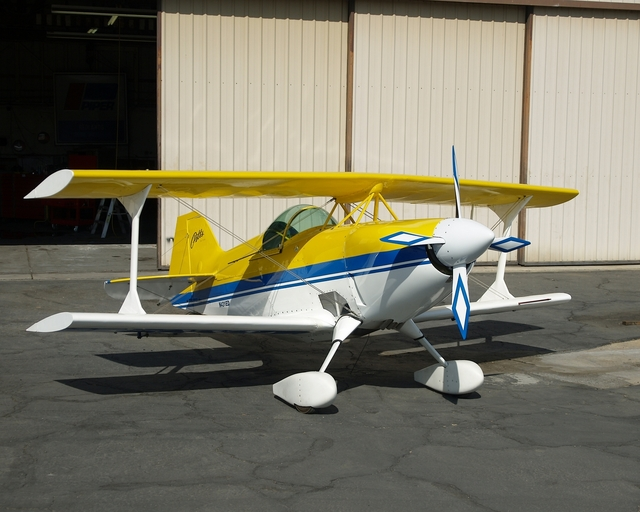
I型支柱（現代の曲技機ピッツ・スペシャル）
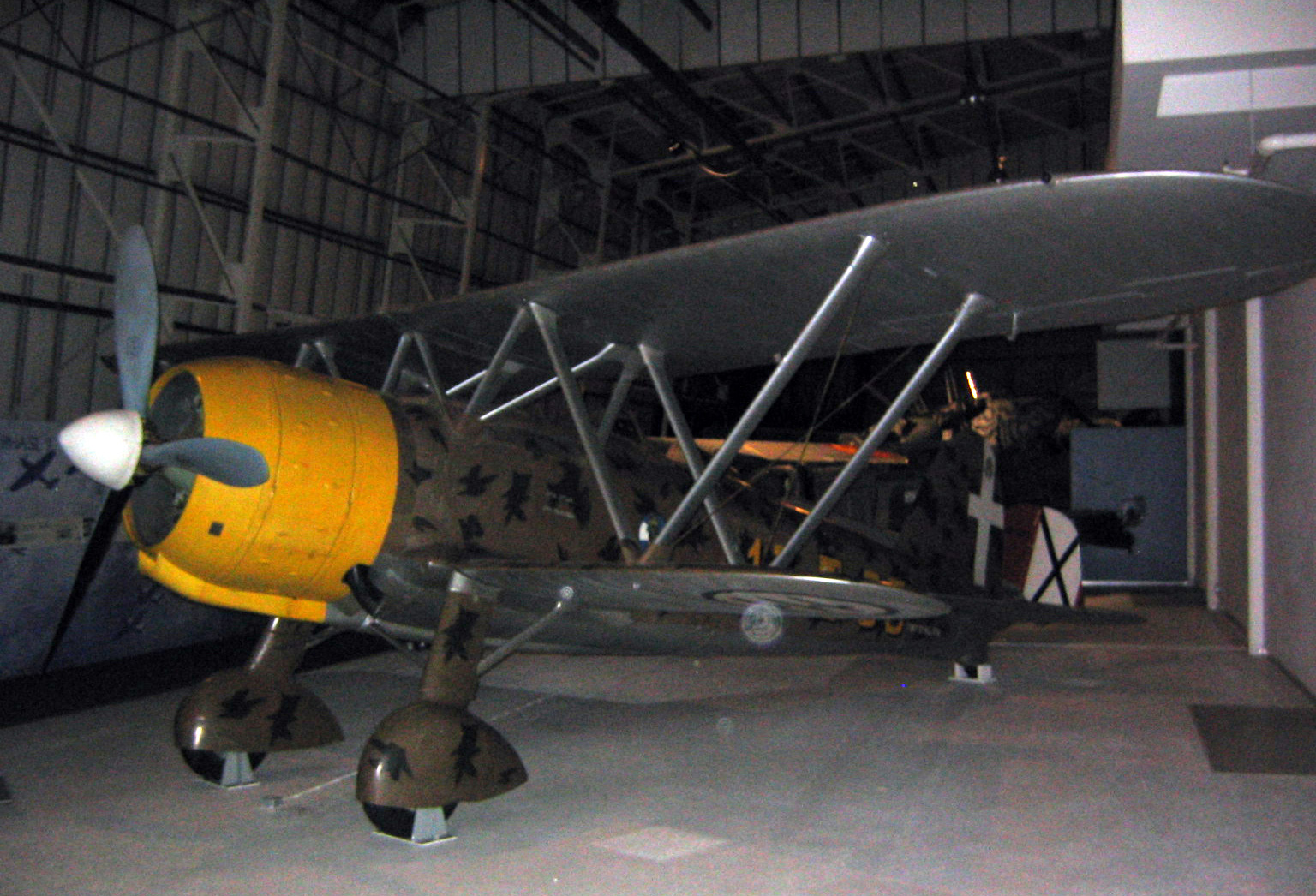
ワーレントラス構造の支柱（フィアット CR.42）
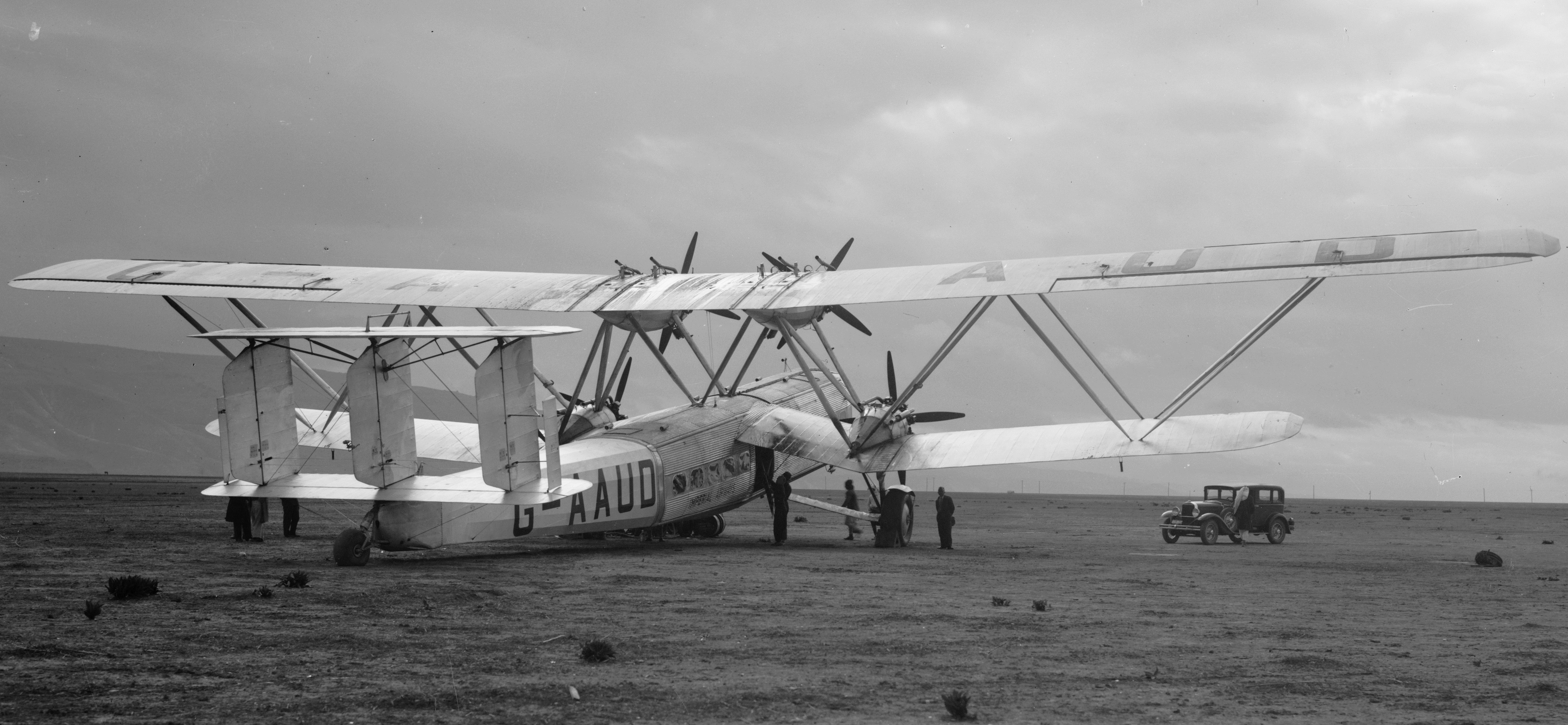
ワーレントラス構造の支柱（ハンドレページ H.P.42）
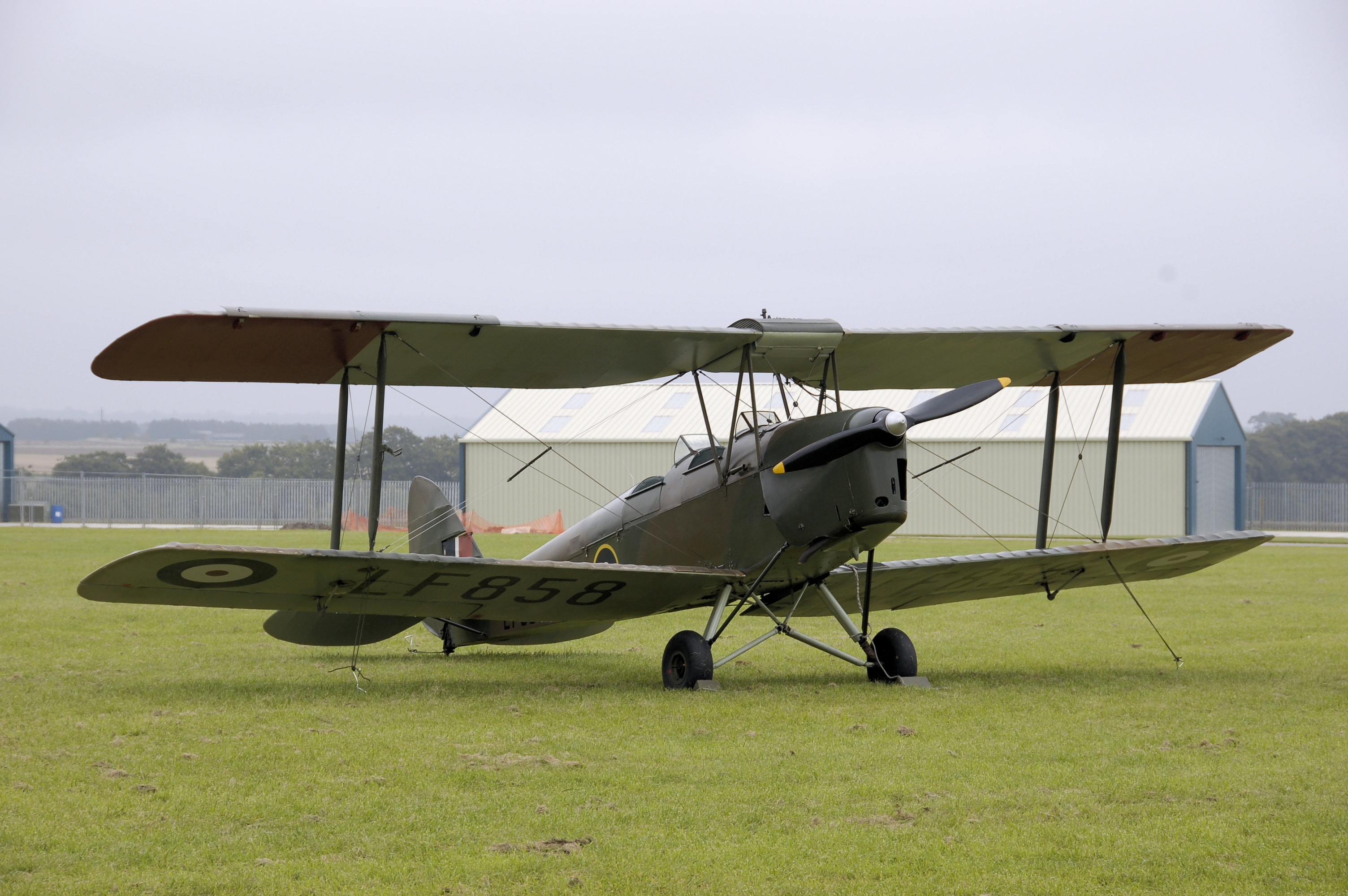
シングルベイタイプ（デ・ハビランド タイガーモス）
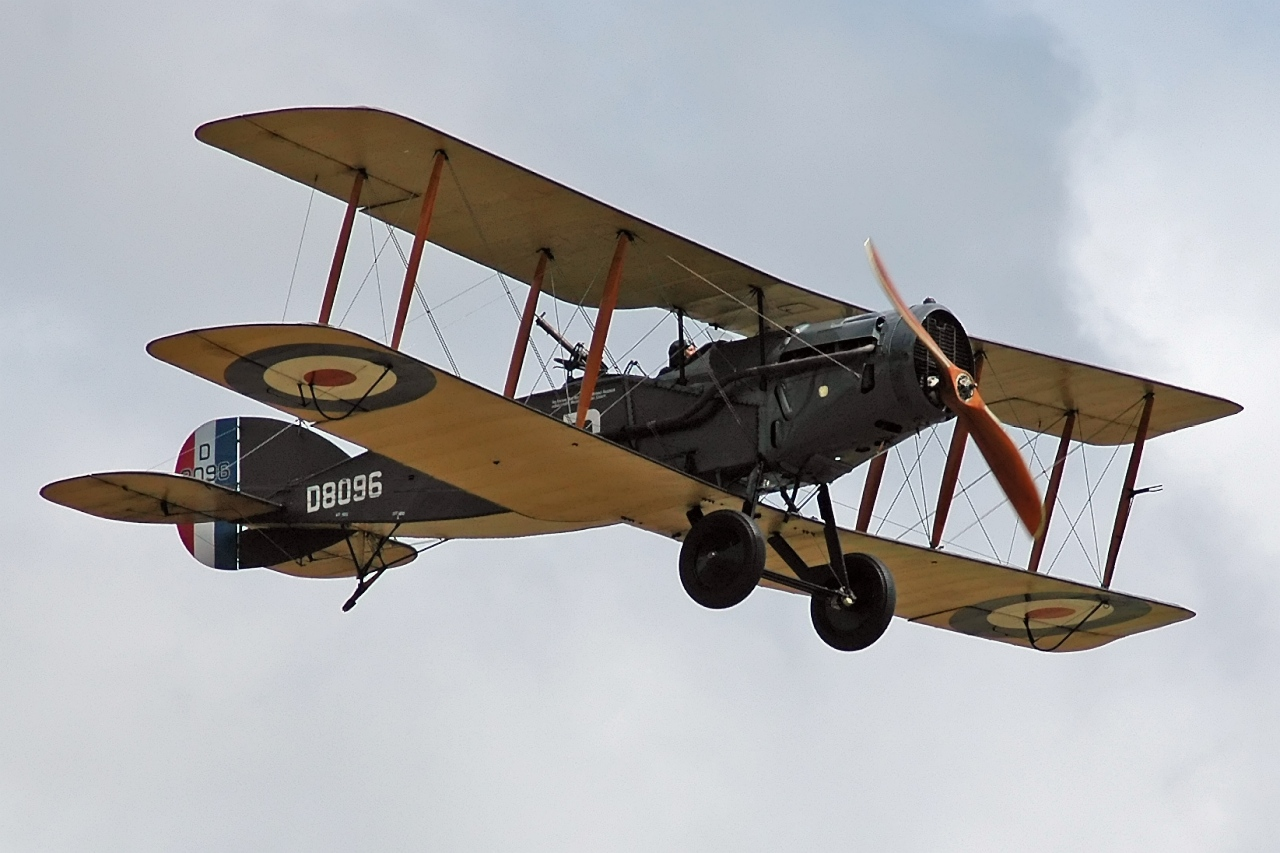
2ベイタイプ（ブリストル F.2 ファイター）

## 参考資料

### 参考書籍
- Taylor, John W.R. The Lore of Flight, London: Universal Books Ltd., 1990. ISBN 0-9509620-15.